# Markt- und Schaustellermuseum

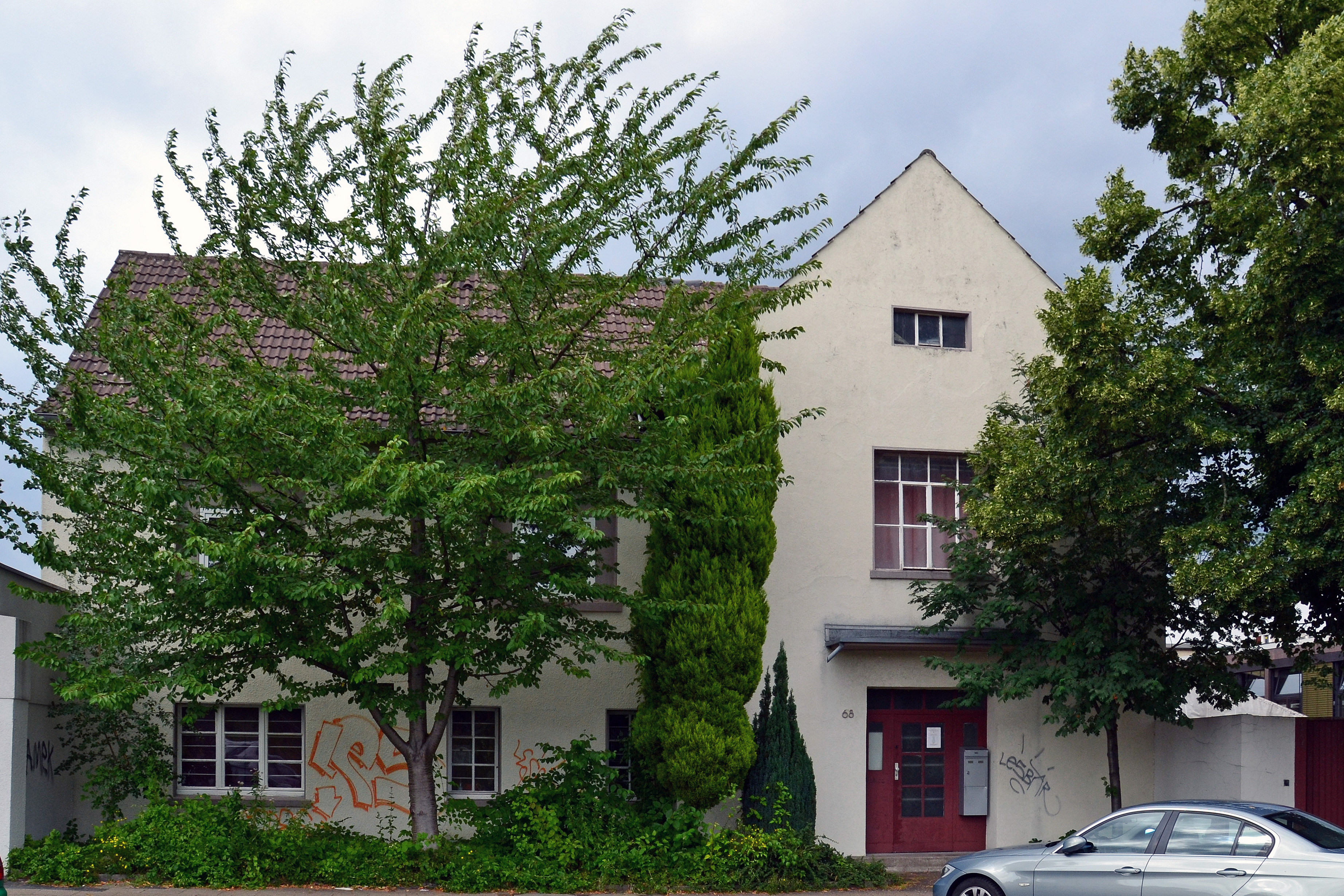
Markt- und Schaustellermuseum

Das Markt- und Schaustellermuseum im Essener Westviertel stellte bis zu seiner Schließung im Jahr 2020 anhand ausgesuchter Exponate die Geschichte der Schaustellerei seit Ende des 18. Jahrhunderts dar.

## Geschichte
Das Museum entstand aus der Sammlerleidenschaft des in Hannover geborenen Schaustellers Erich Knocke (1927–2011). Die gesammelten Exponate befanden sich bis 1996 am Berliner Platz in einer Halle bei dem Essener Großmarkt. Die Stadt Essen, die mit dem Markt- und Schaustellermuseum seit Jahren eng verbunden war, stellte nach Abriss des Großmarktes eine Fabrikhalle in der Nähe des Hauptbahnhofs unentgeltlich zur Verfügung. Hier konnten die Besucher an restaurierten Originalen die Entwicklung des Schaustellergewerbes, aber auch das Vergnügen auf Jahrmärkten lebendig nachvollziehen.
Nach Knockes Tod 2011 wurde das Museum einige Jahre von seinen Erben ehrenamtlich weiterbetrieben, was jedoch zunehmend schwierig wurde. 2020 wurde das Museum geschlossen und damit begonnen, erste Exponate zu verkaufen. Nachdem sich keine Lösung für eine Fortführung gefunden hatte, wurden im Mai 2023 mit einem "Flohmarkt" die verbliebenen Ausstellungsstücke versteigert und das Museum damit endgültig geschlossen.

## Exponate
Das Museum zeigte zahllose Markt- und Jahrmarktfiguren aus Holz, Porzellan, Zinn, Metallblech und Silber. Es präsentierte Spiele, Puzzles, Wandteller und Wandteppiche mit Motiven zu Markt, Jahrmarkt und Zirkus. Persönliche Dokumente und Fotografien von Schaustellerfamilien fehlten ebenso wenig wie Objekte zur Vor- und Frühgeschichte der Fotografie, die eng mit Jahrmarkt und Kirmes verbunden war. Man fand z. B. Karussells und Karusselltiere, Moritatentafeln und Wanderkino-Ausrüstungen. Des Weiteren fanden sich Marktkarren und Schaustellerwohnwagen, einen Scherenschleiferwagen und eine Sammlung von Musikinstrumenten des Jahrmarkts: Drehorgeln, Rückenklaviere, Harmonien, Orchestrien und Walzenorgeln.
Diese Exponate hatten auch einen großen historischen Wert. Oft stammten sie aus den letzten Jahrzehnten des 19. und der ersten Hälfte des 20. Jahrhunderts; manche Stücke sind im 18. Jahrhundert entstanden.